# Schizoporella fallax
Schizoporella fallax är en mossdjursart som beskrevs av Canu och Bassler 1928. Schizoporella fallax ingår i släktet Schizoporella och familjen Schizoporellidae. Inga underarter finns listade i Catalogue of Life.